# دلفين فريزر
دلفين فريزر (الاسم العلمي: Lagenodelphis hosei) هو نوع من الحيتانيات، يتبع جنس دلافين زجاجية ‏.